# 1. deild islandzka w piłce nożnej (1980)
Sezon 1980 był 69. sezonem o mistrzostwo Islandii. Drużyna ÍB Vestmannaeyja nie obroniła tytułu mistrzowskiego, zdobył go natomiast zespół Valur, zdobywając dwadzieścia osiem punktów w osiemnastu meczach. Po sezonie spadły zespoły Keflavík i Þróttur Reykjavík.

## Drużyny
Po sezonie 1979 z ligi spadły zespoły KA Akureyri i Haukar, z 2. deild awansowały natomiast drużyny Breiðablik i FH.
| Uczestnicy poprzedniej edycji                                                                                 | Uczestnicy poprzedniej edycji | Uczestnicy poprzedniej edycji | Uczestnicy poprzedniej edycji |
| --- | ----------------------------- | ----------------------------- | ----------------------------- |
| ÍBV | ÍB Vestmannaeyja              | 1                             |                               |
| ÍA | Akraness                      | 2                             |                               |
| VAL | Valur                         | 3                             |                               |
| ÍBK | Keflavík                      | 4                             |                               |
| KRE | KR                            | 5                             |                               |
| FRA | Fram                          | 6                             |                               |
| VÍR | Víkingur Reykjavík            | 7                             |                               |
| ÞRR | Þróttur Reykjavík             | 8                             |                               |
| Awans z 2. deild                                                                                              |                               |                               |                               |
| BRE | Breiðablik                    | 1                             |                               |
| FH | FH                            | 2                             |                               |
| Oznaczenia: - kolumna pierwsza – skróty nazw drużyn, - kolumna trzecia – miejsce zajęte w poprzednim sezonie. |                               |                               |                               |

## Tabela
| Lp. | Drużyna               | M  | Z  | R | P  | Bramki | Bramki | Różn. | Pkt | Uwagi                                    |
| --- | --------------------- | -- | -- | - | -- | ------ | ------ | ----- | --- | ---------------------------------------- |
| 1   | Valur (M)             | 18 | 13 | 2 | 3  | 43     | 16     | +27   | 28  | Puchar Europy • I runda                  |
| 2   | Fram                  | 18 | 11 | 3 | 4  | 23     | 19     | +4    | 25  | Puchar Zdobywców Pucharów • 1/16 finału1 |
| 3   | Akraness              | 18 | 8  | 4 | 6  | 29     | 20     | +9    | 20  |                                          |
| 4   | Víkingur Reykjavík    | 18 | 7  | 6 | 5  | 24     | 23     | +1    | 20  | Puchar UEFA • 1/32 finału                |
| 5   | Breiðablik            | 18 | 8  | 1 | 9  | 25     | 22     | +3    | 17  |                                          |
| 6   | ÍB Vestmannaeyja      | 18 | 5  | 7 | 6  | 26     | 28     | −2    | 17  |                                          |
| 7   | KR                    | 18 | 6  | 4 | 8  | 16     | 25     | −9    | 16  |                                          |
| 8   | FH                    | 18 | 5  | 5 | 8  | 24     | 34     | −10   | 15  |                                          |
| 9   | Keflavík (S)          | 18 | 3  | 7 | 8  | 16     | 26     | −10   | 13  | Spadek do 2. deild                       |
| 10  | Þróttur Reykjavík (S) | 18 | 2  | 5 | 11 | 13     | 26     | −13   | 9   | Spadek do 2. deild                       |

## Wyniki
| Gospodarz \ Gość   | ÍA  | BRE | FRA | FH  | KRE | ÍBK | VAL | ÍBV | VÍR | ÞRR |
| Akraness           |     | 3:1 | 4:0 | 1:3 | 1:1 | 3:0 | 1:2 | 2:2 | 1:0 | 3:0 |
| Breiðablik         | 2:0 |     | 3:1 | 4:0 | 0:1 | 2:3 | 0:0 | 2:0 | 2:3 | 2:1 |
| Fram               | 2:0 | 2:0 |     | 1:1 | 1:4 | 1:0 | 1:0 | 1:0 | 1:1 | 3:1 |
| FH                 | 1:0 | 0:1 | 1:3 |     | 1:2 | 1:2 | 2:1 | 1:1 | 0:1 | 0:2 |
| KR                 | 0:3 | 1:0 | 0:1 | 1:2 |     | 1:0 | 0:3 | 1:3 | 0:1 | 0:0 |
| Keflavík           | 1:1 | 2:1 | 0:0 | 2:2 | 0:1 |     | 1:2 | 1:1 | 1:1 | 1:1 |
| Valur              | 0:3 | 3:2 | 4:0 | 4:0 | 5:0 | 1:0 |     | 7:2 | 3:1 | 2:1 |
| ÍB Vestmannaeyja   | 1:2 | 1:0 | 0:1 | 4:4 | 1:1 | 4:0 | 0:2 |     | 3:1 | 1:0 |
| Víkingur Reykjavík | 3:0 | 0:3 | 2:2 | 2:2 | 1:2 | 2:1 | 1:1 | 1:1 |     | 2:0 |
| Þróttur Reykjavík  | 1:1 | 0:1 | 0:1 | 2:3 | 1:0 | 1:1 | 1:3 | 1:1 | 0:1 |     |

Źródło:  (ang.)
Objaśnienia:
1Drużyna gospodarzy jest wymieniona po lewej stronie tabeli.
Kolory: zielony – zwycięstwo gospodarzy, żółty – remis, różowy – zwycięstwo gości.

## Baraż o Puchar UEFA
Z uwagi na równą liczbę punktów o przyznaniu miejsca w Pucharze UEFA zadecydował dodatkowy mecz pomiędzy trzecią i czwartą drużyną w tabeli. Spotkanie wygrał zespół z Reykjavíku, zapewniając sobie tym samym miejsce w 1/32 finału Pucharu UEFA w sezonie 1981/82.
|  | Víkingur Reykjavík | 2:1Raport | Akraness | Laugardalsvöllur, Reykjavík |
|  |                    |           |          |                             |

## Najlepsi strzelcy
| Bramki | Strzelcy              | Drużyna          |
| ------ | --------------------- | ---------------- |
| 15     | Matthías Hallgrímsson | Valur            |
| 9      | Sigurður Grétarsson   | Breiðablik       |
| 8      | Sigurlás Þorleifsson  | ÍB Vestmannaeyja |
| 7      | Magnús Teitsson       | FH               |
| 7      | Pétur Ormslev         | Fram             |
| 7      | Sigþór Ómarsson       | Akraness         |
| 6      | Sigurður Halldórsson  | Akraness         |
| 6      | Ingólfur Ingólfsson   | Breiðablik       |
| 6      | Magnús Bergs          | Valur            |